# Hipismo nos Jogos Olímpicos de Verão de 2020 - Saltos por equipes
A competição de saltos por equipes do hipismo nos Jogos Olímpicos de Verão de 2020 foi realizada entre 6 e 7 de agosto de 2021 no Parque Equestre Baji Koen, em Tóquio. Como todos os outros eventos equestres, a competição de saltos é aberta para ginetes de ambos os gêneros, totalizando 54 participantes de 19 Comitês Olímpicos Nacionais (CON).

## Qualificação
Cada CON poderia inscrever uma equipe de três ginetes nos saltos. As vagas foram alocadas ao CON, que seleciona os competidores. Havia 15 vagas para equipes disponível, distribuídas da seguinte forma:
- 1 do país sede: Japão;
- 6 dos Jogos Equestres Mundiais: Estados Unidos, Suécia, Alemanha, Suíça, Países Baixos e Austrália;
- 3 do Campeonato Europeu de Saltos: Bélgica, Grã-Bretanha e França;
- 1 de cada um dos eventos de qualificação dos Grupos C1 e C2: Israel (C1) e a República Checa (C2, substituindo a Ucrânia, que não apresentou seu Certificado de Capacidade);
- 3 dos Jogos Pan-Americanos: Brasil, México e Argentina;
- 2 de cada um dos eventos de qualificação dos Grupos F e G: Egito e Marrocos (F) e Nova Zelândia e China (G);
- 1 da final da Copa das Nações de Saltos: Irlanda.

A Austrália acabou desistindo de enviar uma equipe, diminuído o número de times para 19.

## Formato
Pela primeira vez desde 1992, o formato da competição de salto passou por mudanças significativas. O formato de cinco rodadas (qualificação de três rodadas e final de duas rodadas) foi removido, com rodadas únicas para cada uma das eliminatórias e finais. O número de membros da equipe foi reduzido de quatro para três, sem pontuações descartadas. A pontuação para a equipe é a soma das três pontuações individuais. Na fase de qualificação, se um membro da equipe não terminasse, a equipe ainda seria pontuada com base nos dois membros, mas seria automaticamente classificada atrás de todas as equipes com três membros.
A fase de qualificação teve um percurso com distância mínima de 500 metros e máxima de 650 metros, sendo a velocidade exigida de 400 metros por minuto, podendo o delegado técnico reduzir para 375 metros por minuto. Os obstáculos podem incluir um ou dois saltos duplos e um salto triplo, com um máximo de 17 saltos possíveis (ou seja, se houver 14 obstáculos, apenas um salto duplo é permitido). A altura dos obstáculos varia entre 1,40 m e 1,65 metros. Em geral, os empates não são quebrados; no entanto, para a última posição de avanço, qualquer empate é desfeito por tempo. Somente se empatar em ambas as faltas e tempo, mais de 10 equipes poderiam avançar.
A pontuação não é levada da qualificação para a final. A final conta com um percurso com uma distância mínima de 500 metros e máxima de 700 metros, com as mesmas condições de velocidade da qualificação. O número de obstáculos é de 12 a 15, novamente com um ou dois saltos duplos e um salto triplo, com um máximo de 19 saltos possíveis (15 obstáculos com dois duplos e um triplo). As regras de altura e extensão permanecem as mesmas. Empates geralmente são quebrados pelo tempo (a fase é "contra o relógio"), mas um empate em faltas no primeiro lugar é desfeito por um desempate (jump-off). Um empate para o segundo ou terceiro lugar só é desfeito por um desempate se as faltas e o tempo forem os mesmos. O desempate, se necessário, conta com um percurso de seis obstáculos.

## Calendário
Horário local (UTC+9)
| Data                | Hora  | Fase         |
| ------------------- | ----- | ------------ |
| 6 de agosto de 2021 | 19:00 | Qualificação |
| 7 de agosto de 2021 | 19:00 | Final        |

## Medalhistas
|  | SWE Suécia                                                                                          |  | USA Estados Unidos                                                                                      |  | BEL Bélgica                                                                                 |
|  | Henrik von Eckermann com King Edward Malin Baryard-Johnsson com Indiana Peder Fredricson com All In |  | Laura Kraut com Baloutinue Jessica Springsteen com Don Juan van de Donkhoeve McLain Ward com Contagious |  | Pieter Devos com Claire Z Jérôme Guery com Quel Homme de Hus Grégory Wathelet com Nevados S |

## Resultados

### Qualificação
As 10 melhores equipes (incluído todas as empatados no 10º lugar) após a qualificação avançaram para a final.
| Pos. | CON                 | Ginetes                                                            | Cavalos                                                      | Penalidades individuais | Penalidades equipe | Notas |
| ---- | ------------------- | ------------------------------------------------------------------ | ------------------------------------------------------------ | ----------------------- | ------------------ | ----- |
| 1    | SWE Suécia          | - Henrik von Eckermann - Malin Baryard-Johnsson - Peder Fredricson | - King Edward - Indiana - All In                             | - 0 - 0 - 0             | 0                  | Q     |
| =2   | BEL Bélgica         | - Pieter Devos - Jérôme Guery - Grégory Wathelet                   | - Claire Z - Quel Homme de Hus - Nevados S                   | - 1 - 1 - 2             | 4                  | Q     |
| =2   | GER Alemanha        | - André Thieme - Maurice Tebbel - Daniel Deusser                   | - DSP Chakaria - Don Diarado - Killer Queen                  | - 1 - 2 - 1             | 4                  | Q     |
| 4    | SUI Suíça           | - Martin Fuchs - Bryan Balsiger - Steve Guerdat                    | - Clooney 51 - Twentytwo des Biches - Venard de Cerisy       | - 1 - 0 - 9             | 10                 | Q     |
| 5    | USA Estados Unidos  | - Laura Kraut - Jessica Springsteen - McLain Ward                  | - Baloutinue - Don Juan van de Donkhoeve - Contagious        | - 4 - 4 - 5             | 13                 | Q     |
| 6    | FRA França          | - Simon Delestre - Pénélope Leprevost - Mathieu Billot             | - Berlux Z - Vancouver de Lanlore - Quel Filou 13            | - 1 - 5 - 9             | 15                 | Q     |
| 7    | GBR Grã-Bretanha    | - Holly Smith - Harry Charles - Ben Maher                          | - Denver - Romeo 88 - Explosion W                            | - 4 - 12 - 4            | 20                 | Q     |
| 8    | BRA Brasil          | - Marlon Zanotelli - Pedro Veniss - Rodrigo Pessoa                 | - Edgar M - Quabri de l'Isle - Carlito's Way 6               | - 0 - 5 - 20            | 25                 | Q     |
| 9    | NED Países Baixos   | - Willem Greve - Marc Houtzager - Maikel van der Vleuten           | - Zypria S - Dante - Beauville Z                             | - 13 - 5 - 8            | 26                 | Q     |
| 10   | ARG Argentina       | - José María Larocca - Martín Dopazo - Matías Albarracín           | - Finn Lente - Quintino 9 - Cannavaro 9                      | - 7 - 14 - 6            | 27                 | Q     |
| 11   | EGY Egito           | - Nayel Nassar - Mohamed Talaat - Mouda Zeyada                     | - Igor van de Wittemoere - Darshan - Galanthos SHK           | - 8 - 9 - 12            | 29                 |       |
| 12   | CHN China           | - Li Yaofeng - Zhang Xingjia - Li Zhenqiang                        | - Jericho Dwerse Hagen - For Passion d'Ive Z - Uncas S       | - 15 - 13 - 7           | 35                 |       |
| 13   | MAR Marrocos        | - Ali Al-Ahrach - El Ghali Boukaa - Abdelkebir Ouaddar             | - Golden Lady - Ugolino Du Clos - Istanbull V.h Ooievaarshof | - 10 - 6 - 21           | 37                 |       |
| 14   | NZL Nova Zelândia   | - Bruce Goodin - Tom Tarver-Priebe - Daniel Meech                  | - Danny V - Popeye - Cinca 3                                 | - 17 - 13 - 9           | 39                 |       |
| 15   | CZE República Checa | - Ondrej Zvara - Anna Kellnerová - Aleš Opatrný                    | - Cento Lano - Catch Me If You Can OLD - Forewer             | - 15 - 17 - 13          | 45                 |       |
| 16   | MEX México          | - Enrique González - Eugenio Garza - Patricio Pasquel              | - Chacna - Armani SL Z - Babel                               | - 1 - EL - 5            | 6                  |       |
| —    | ISR Israel          | - Alberto Michán - Teddy Vlock - Ashlee Bond                       | - Cosa Nostra - Amsterdam 27 - Donatello 141                 | - 12 - EL - WD          | EL                 |       |
| —    | JPN Japão           | - Daisuke Fukushima - Koki Saito - Eiken Sato                      | - Chanyon - Chilensky - Saphyr des Lacs                      | - 8 - WD - WD           | EL                 |       |
| —    | IRL Irlanda         | - Shane Sweetnam - Darragh Kenny - Bertram Allen                   | - Alejandro - Pacino Amiro - Cartello                        | - EL - WD - WD          | EL                 |       |

### Final
Disputado em 7 de agosto de 2021, as equipes empatadas no primeiro lugar disputam um desempate (jump-off) para a definição da medalha de ouro.
| Pos.              | CON                | Ginetes                                                            | Cavalos                                                | Penalidades individuais | Penalidades equipe | Notas |
| ----------------- | ------------------ | ------------------------------------------------------------------ | ------------------------------------------------------ | ----------------------- | ------------------ | ----- |
| =1                | SWE Suécia         | - Henrik von Eckermann - Malin Baryard-Johnsson - Peder Fredricson | - King Edward - Indiana - All In                       | - 0 - 4 - 4             | 8                  | QJ    |
| =1                | USA Estados Unidos | - Laura Kraut - Jessica Springsteen - McLain Ward                  | - Baloutinue - Don Juan van de Donkhoeve - Contagious  | - 0 - 4 - 4             | 8                  | QJ    |
| Medalha de bronze | BEL Bélgica        | - Pieter Devos - Jérôme Guery - Grégory Wathelet                   | - Claire Z - Quel Homme de Hus - Nevados S             | - 4 - 0 - 8             | 12                 |       |
| 4                 | NED Países Baixos  | - Marc Houtzager - Harrie Smolders - Maikel van der Vleuten        | - Zypria S - Dante - Beauville Z                       | - 9 - 0 - 8             | 17                 |       |
| 5                 | SUI Suíça          | - Martin Fuchs - Bryan Balsiger - Steve Guerdat                    | - Clooney 51 - Twentytwo des Biches - Venard de Cerisy | - 8 - 16 - 4            | 28                 |       |
| 6                 | BRA Brasil         | - Marlon Zanotelli - Yuri Mansur - Pedro Veniss                    | - Edgar M - Quabri de l'Isle - Carlito's Way 6         | - 12 - 4 - 13           | 29                 |       |
| 7                 | ARG Argentina      | - Fabián Sejanes - Martín Dopazo - Matías Albarracín               | - Finn Lente - Quintino 9 - Cannavaro 9                | - 14 - 13 - 22          | 49                 |       |
| 8                 | FRA França         | - Simon Delestre - Mathieu Billot - Pénélope Leprevost             | - Berlux Z - Vancouver de Lanlore - Quel Filou 13      | - 1 - 1 - EL            | 2+EL               |       |
| 9                 | GER Alemanha       | - André Thieme - Maurice Tebbel - Daniel Deusser                   | - DSP Chakaria - Don Diarado - Killer Queen            | - 8 - 4 - RT            | 12+RT              |       |
| 10                | GBR Grã-Bretanha   | - Holly Smith - Harry Charles - Ben Maher                          | - Denver - Romeo 88 - Explosion W                      | - 16 - 8 - WD           | 24+WD              |       |

### Desempate (jump-off)
| Pos.             | CON                | Ginetes                                                            | Cavalos                                               | Pen. individuais | Pen. equipe | Tempo individual        | Tempo equipe |
| ---------------- | ------------------ | ------------------------------------------------------------------ | ----------------------------------------------------- | ---------------- | ----------- | ----------------------- | ------------ |
| Medalha de ouro  | SWE Suécia         | - Henrik von Eckermann - Malin Baryard-Johnsson - Peder Fredricson | - King Edward - Indiana - All In                      | - 0 - 0 - 0      | 0           | - 42.00 - 41.89 - 39.01 | 122.90       |
| Medalha de prata | USA Estados Unidos | - Laura Kraut - Jessica Springsteen - McLain Ward                  | - Baloutinue - Don Juan van de Donkhoeve - Contagious | - 0 - 0 - 0      | 0           | - 41.33 - 42.95 - 39.92 | 124.20       |